# Alsóvisó
Alsóvisó (románul: Vișeu de Jos, jiddisül אונטר-ווישווה, németül: Unterwischau) falu Romániában, Máramaros megyében, a történeti Máramarosban.

## Fekvése
Felsővisó nyugati szomszédságában, a Visó partján, a Máramarosi-havasok lábánál fekszik.

## Története
1365-ben Ket Viso vagy Ketwyssou, 1385-ben Viso Inferior, 1476-ban Also Vyso néven írták. Előbb kenézi birtok, majd román kisnemesi falu volt. 1720-ban 24 nemesi telket írtak össze benne.
1944. április. 15. után az itt fölállított gettóba hurcolták és később itt vagonírozták be Batiza, Glód, Izakonyha, Izaszacsal, Jód, Rozávlya, Sajó és Felsőszelistye zsidó lakosságát. Ortodox papját, Andrei Comant antifasiszta csoporttal való együttműködés gyanújával Dachauba hurcolták.
A falut Telccsel összekötő, nehéz, hegyi terepen vezetett vasúti szakaszt 1948–49-ben, romániai és külföldi fiatalok munkája nyomán adták át.
Bartók Béla itt gyűjtötte a Román kolindadallamok 1. sorozata 5., Allegro moderato darabjának alapjául szolgáló („Coborât-o, coborât-o” kezdetű) dallamot.

## Népesség
1838-ban 1536 görögkatolikus és 140 zsidó vallású lakosa volt.
1880-ban 2568 lakosából 2059 volt román, 438 német (valójában jiddis) és 57 cigány anyanyelvű; 2113 görögkatolikus és 444 zsidó vallású.
2002-ben 5282 lakosából 5197 volt román és 75 cigány nemzetiségű; 4593 ortodox, 385 adventista, 195 görögkatolikus és 60 pünkösdista vallású.

## Közlekedés
Vasúti csomópont. Itt ágazik el a Szálva–Alsóvisó–Visóvölgy–Máramarossziget-vasútvonal és az üzemen kívüli Alsóvisó–Borsa-vasútvonal.